# 特定應用積體電路

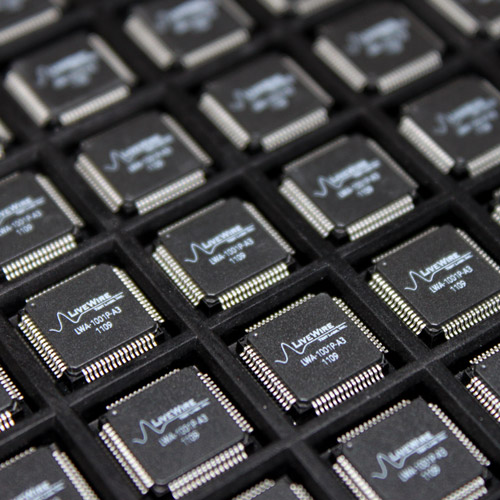
載有特定應用積體電路（ASIC）的tray

，是指依產品需求不同而全定制的特殊規格集成電路（IC），故又稱客製化晶片，是一種有別於標準工業IC（例如7400系列或4000系列）的積體電路產品。例如，設計用來執行數位錄音機或是高效能的比特幣挖礦機功能的IC就是ASIC。ASIC通常使用金氧半導體場效電晶體（MOSFET）技術的半導體製程。
特定應用積體電路是由特定使用者要求和特定電子系統的需要而設計、製造。由于单个ASIC的生产成本很高，如果出货量较小，则采用ASIC在经济上不太实惠。这种情况可以使用可编程逻辑器件（如现场可编程逻辑门阵列）来作为目标硬件实现集成电路设计。此外，可编程逻辑器件具有用户可编程特性，因此适合于大规模芯片量产之前的原型机，来进行调试等工作。但是可编程逻辑器件在面积、速度方面的优化程度不如全定制的集成电路。
一般ASIC的ROM和RAM都在出厂前经过掩膜（Mask），如常用的红外线遥控器发射芯片就是这种芯片。OTP，即一次性可编程存储器（One-Time Programmable Memory），是ASIC中的一种存储器类型。OTP 存储器通常用于存储固定的数据或配置信息，并且一旦编程后，内容不可更改。这使得ASIC能够在生产阶段将特定的信息永久性地存储在芯片上，提供额外的安全性和稳定性。
ASIC的特点是面向特定用户的需求，品种多、批量少，要求设计和生产周期短，它作为集成电路技术与特定用户的整机或系统技术紧密结合的产物，与通用集成电路相比具有体积更小、重量更轻、功耗更低、可靠性提高、性能提高、保密性增强、成本降低等优点。

## 供應商
目前有兩種不同的ASIC供應商：整合元件製造廠和無廠半導體公司。由IDM廠供應特殊應用積體電路的原因大部份是因為其專屬的技術，如設計工具、IP、包裝，而多半也因為其製程技術（也有例外）。無廠半導體的特殊應用積體電路供應者主要倚賴需要他們科技的外部供應者，這個分類容易混淆，因為有一些整合元件製造廠同時也是無廠半導體公司.

### 整合元件製造廠ASIC供應商
- 安华高科技（现博通）[6]
- 英特尔
- Elmos Semiconductor
- 富士通
- 飛思卡爾
- IBM
- 英飛凌
- LSI
- NEC
- 安森美半导体
- 三星电子
- 意法半導體
- 德州儀器
- 東芝
- 瑞萨电子

### 以太网交换芯片
| Company            | Chip Title  | Model | Speed (tb/s) | Source |
| ------------------ | ----------- | ----- | ------------ | ------ |
| Broadcom           | Tomahawk    | 5     | 51.2tb/s     | [ 7 ]  |
| Cisco              | Silicon One | 1     | 25.6tb/s     | [ 8 ]  |
| Intel              | Tofino      | 3     | 25.6tb/s     | [ 9 ]  |
| Marvell Technology | Teralynx    | 8     | 25.6tb/s     | [ 10 ] |
| Nvidia             | Spectrum    | 5     | 51.2tb/s     | [ 11 ] |

### 無廠半導體公司ASIC供應商
- Alchip （页面存档备份，存于）
- ChipX （页面存档备份，存于）
- eASIC
- eSilicon
- Faraday Technology （页面存档备份，存于）
- Global Unichip Corp. （页面存档备份，存于）
- KeyASIC
- MOSIS
- Netlogic Microsystems
- Open-Silicon
- PGC （页面存档备份，存于）
- Socle （页面存档备份，存于）
- Triad Semiconductor （页面存档备份，存于）
- VeriSilicon （页面存档备份，存于）
- VeriSemiconductor
- 海思半導體